# 真人公園
真人公園（まとこうえん）は、秋田県横手市増田町亀田にある都市公園（総合公園）。大正天皇即位記念事業として1917年（大正6年）に旧増田町に整備されたのがはじまりである。

## 概要
横手市増田地域の中心から東方3kmほどにある真人山（まとさん、標高390.1m）西麓を園域とする公園である。「真人」の名は清原真人武則に由来するとされる。造園を手がけたのは秋田県内でも千秋公園、横手公園などを手がけた長岡安平である。
真人山を背景に、苑池の周りに桜、梅、アヤメ、ツツジ、リンゴが植えられており、県内屈指の桜の名所として日本さくら名所100選に選定された。また、1952年(昭和27年)6月20日の秋田魁新報社主催の第一回秋田県観光三十景(有効投票約百九十五万票)で第16位(四万四千八百七十二票)に選出された。1977年（昭和52年）の新観光秋田三十景では第7位に選出された。

## その他
旧増田町は戦後初の映画『そよかぜ』のロケ地であったことから、園内にはその主題歌「リンゴの唄」の歌碑がある（1989年建立）。

## イベント
- さくらまつり（4月下旬 - 5月上旬）[3]
- たらいこぎ選手権（8月16日）[5]
- りんごまつり（10月中旬）[6]

## アクセス
バス
東日本旅客鉄道（JR東日本）奥羽本線 十文字駅から羽後交通バス岩井川線で約20分、「真人橋」バス停下車 徒歩5分
自動車
E13 東北中央自動車道 十文字ICから国道342号東成瀬方面 約10分